# Francesco Guarnaschelli
Francesco Guarnaschelli (Pavia, 25 marzo 1917 – Pavia, 26 febbraio 2000) è stato un arbitro di calcio italiano.

## Carriera
Per la sezione della Commissione Arbitri Nazionale pavese ha iniziato ad arbitrare nel 1949 nei campionati di Promozione e di Serie C, il 13 gennaio 1952 dirige per la prima volta nel campionato cadetto a Pisa la partita Pisa-Stabia (2-1), in Serie B arbitra otto stagioni con 66 presenze. Nel massimo campionato vi arriva nell'ultima giornata del torneo 1951-52, il 22 giugno arbitrando Sampdoria-Novara (3-1), anche in Serie A dirige per otto stagioni, collezionando 51 direzioni, l'ultima di queste a Roma il 4 gennaio 1959 nella partita Roma-Alessandria (0-2).